# 尼克拉斯·博塞尔霍夫
尼克拉斯·博塞尔霍夫（德語：Niklas Bosserhoff，1998年4月15日—），德国男子曲棍球运动员。他曾代表德国国家队参加2020年夏季奥林匹克运动会男子曲棍球比赛，结果获得第四名。